# Grand Prix automobile de Belgique 2007
GP précédent GP suivant
Le Grand Prix automobile de Belgique 2007 (2007 Formula 1 ING Belgian Grand Prix), disputé sur le circuit de Spa-Francorchamps le 16 septembre est la 782e épreuve du championnat du monde de Formule 1 courue depuis 1950 et la quatorzième manche du championnat 2007.
Le circuit a été modifié depuis la dernière épreuve de F1 en 2005. Désormais, un gigantesque remblai a remplacé la chicane de l'Arrêt de bus et, depuis Blanchimont, les pilotes filent quasiment en ligne droite vers une nouvelle chicane droite-gauche très serrée. La ligne droite de départ a été allongée et de fait, l'épingle de la source légèrement reculée afin d'induire un freinage encore plus prononcé. Enfin, la ligne d'entrée dans les stands a été également modifiée et rétrécie.

## Essais libres

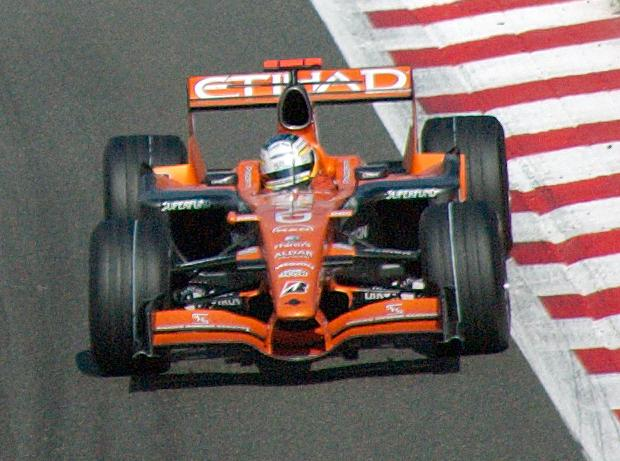
Adrian Sutil à Spa en 2007

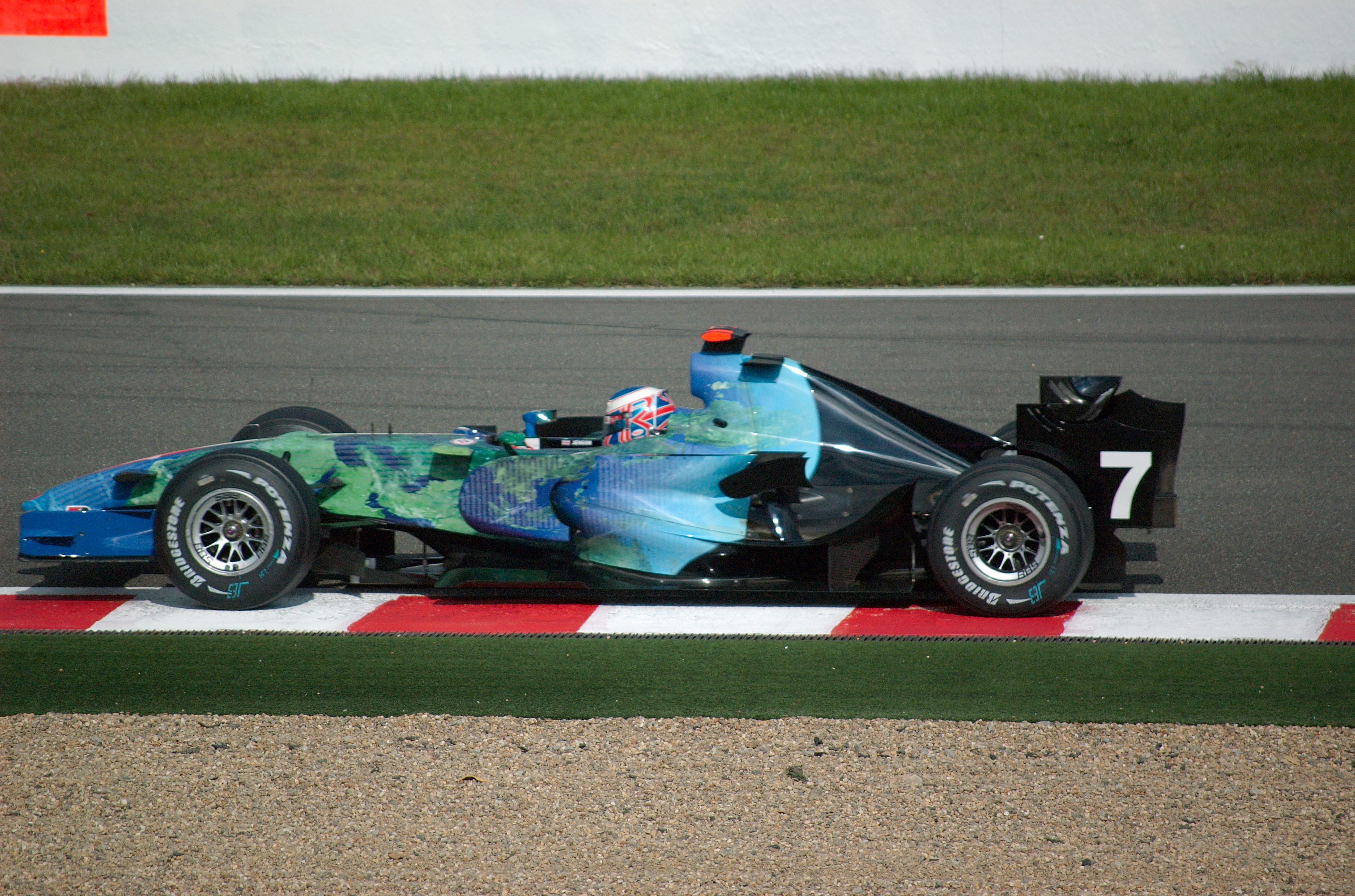
Jenson Button à Spa en 2007

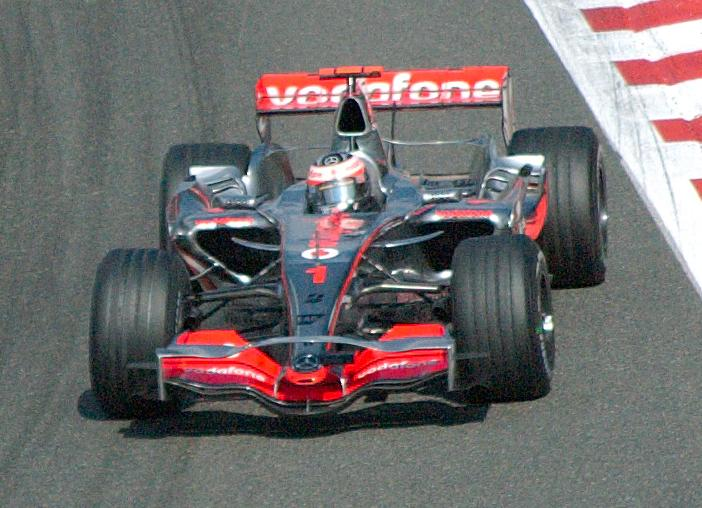
Fernando Alonso à Spa en 2007

### Vendredi matin
| Pos. | Pilote          | Voiture          | Chrono         | Écart     |
| ---- | --------------- | ---------------- | -------------- | --------- |
| 1    | Kimi Räikkönen  | Ferrari          | 1 min 47 s 339 |           |
| 2    | Lewis Hamilton  | McLaren-Mercedes | 1 min 47 s 881 | + 0 s 542 |
| 3    | Fernando Alonso | McLaren-Mercedes | 1 min 47 s 994 | + 0 s 655 |
| 4    | Nick Heidfeld   | BMW Sauber       | 1 min 48 s 052 | + 0 s 713 |
| 5    | Nico Rosberg    | Williams-Toyota  | 1 min 48 s 372 | + 1 s 033 |
| 6    | Robert Kubica   | BMW Sauber       | 1 min 48 s 605 | + 1 s 266 |

### Vendredi après-midi
| Pos. | Pilote          | Voiture          | Chrono         | Écart     |
| ---- | --------------- | ---------------- | -------------- | --------- |
| 1    | Fernando Alonso | McLaren-Mercedes | 1 min 46 s 654 |           |
| 2    | Lewis Hamilton  | McLaren-Mercedes | 1 min 46 s 765 | + 0 s 111 |
| 3    | Felipe Massa    | Ferrari          | 1 min 46 s 953 | + 0 s 299 |
| 4    | Kimi Räikkönen  | Ferrari          | 1 min 47 s 166 | + 0 s 512 |
| 5    | Jarno Trulli    | Toyota           | 1 min 47 s 491 | + 0 s 873 |
| 6    | Ralf Schumacher | Toyota           | 1 min 47 s 946 | + 1 s 292 |

### Samedi matin
| Pos. | Pilote            | Voiture          | Chrono         | Écart     |
| ---- | ----------------- | ---------------- | -------------- | --------- |
| 1    | Kimi Räikkönen    | Ferrari          | 1 min 46 s 137 |           |
| 2    | Felipe Massa      | Ferrari          | 1 min 46 s 388 | + 0 s 251 |
| 3    | Fernando Alonso   | McLaren-Mercedes | 1 min 46 s 507 | + 0 s 370 |
| 4    | Lewis Hamilton    | McLaren-Mercedes | 1 min 46 s 782 | + 0 s 645 |
| 5    | Heikki Kovalainen | Renault          | 1 min 47 s 065 | + 0 s 928 |
| 6    | Jarno Trulli      | Toyota           | 1 min 47 s 218 | + 1 s 081 |

## Grille de départ
| Pos. | Pilote                 | Écurie             | Qualifications 1 | Qualifications 2 | Qualifications 3 |
| ---- | ---------------------- | ------------------ | ---------------- | ---------------- | ---------------- |
| 1    | Kimi Räikkönen         | Ferrari            | 1 min 46 s 242   | 1 min 45 s 070   | 1 min 45 s 994   |
| 2    | Felipe Massa           | Ferrari            | 1 min 46 s 060   | 1 min 45 s 173   | 1 min 46 s 011   |
| 3    | Fernando Alonso        | McLaren-Mercedes   | 1 min 46 s 058   | 1 min 45 s 442   | 1 min 46 s 091   |
| 4    | Lewis Hamilton         | McLaren-Mercedes   | 1 min 46 s 437   | 1 min 45 s 132   | 1 min 46 s 406   |
| 5    | Robert Kubica *        | BMW Sauber         | 1 min 46 s 707   | 1 min 45 s 885   | 1 min 46 s 996   |
| 6    | Nico Rosberg           | Williams-Toyota    | 1 min 46 s 950   | 1 min 46 s 469   | 1 min 47 s 334   |
| 7    | Nick Heidfeld          | BMW Sauber         | 1 min 46 s 923   | 1 min 45 s 994   | 1 min 47 s 409   |
| 8    | Mark Webber            | Red Bull-Renault   | 1 min 47 s 084   | 1 min 46 s 426   | 1 min 47 s 524   |
| 9    | Jarno Trulli           | Toyota             | 1 min 47 s 143   | 1 min 46 s 480   | 1 min 47 s 798   |
| 10   | Heikki Kovalainen      | Renault            | 1 min 46 s 971   | 1 min 46 s 240   | 1 min 48 s 505   |
| 11   | Giancarlo Fisichella * | Renault            | 1 min 47 s 143   | 1 min 46 s 603   |                  |
| 12   | Ralf Schumacher        | Toyota             | 1 min 47 s 300   | 1 min 46 s 618   |                  |
| 13   | David Coulthard        | Red Bull-Renault   | 1 min 47 s 340   | 1 min 46 s 800   |                  |
| 14   | Jenson Button          | Honda              | 1 min 47 s 474   | 1 min 46 s 955   |                  |
| 15   | Vitantonio Liuzzi      | Toro Rosso-Ferrari | 1 min 47 s 576   | 1 min 47 s 115   |                  |
| 16   | Alexander Wurz         | Williams-Toyota    | 1 min 47 s 522   | 1 min 47 s 394   |                  |
| 17   | Sebastian Vettel       | Toro Rosso-Ferrari | 1 min 47 s 581   |                  |                  |
| 18   | Rubens Barrichello     | Honda              | 1 min 47 s 954   |                  |                  |
| 19   | Takuma Satō            | Super Aguri-Honda  | 1 min 47 s 980   |                  |                  |
| 20   | Adrian Sutil           | Spyker-Ferrari     | 1 min 48 s 044   |                  |                  |
| 21   | Anthony Davidson       | Super Aguri-Honda  | 1 min 48 s 199   |                  |                  |
| 22   | Sakon Yamamoto         | Spyker-Ferrari     | 1 min 49 s 577   |                  |                  |

Notes:

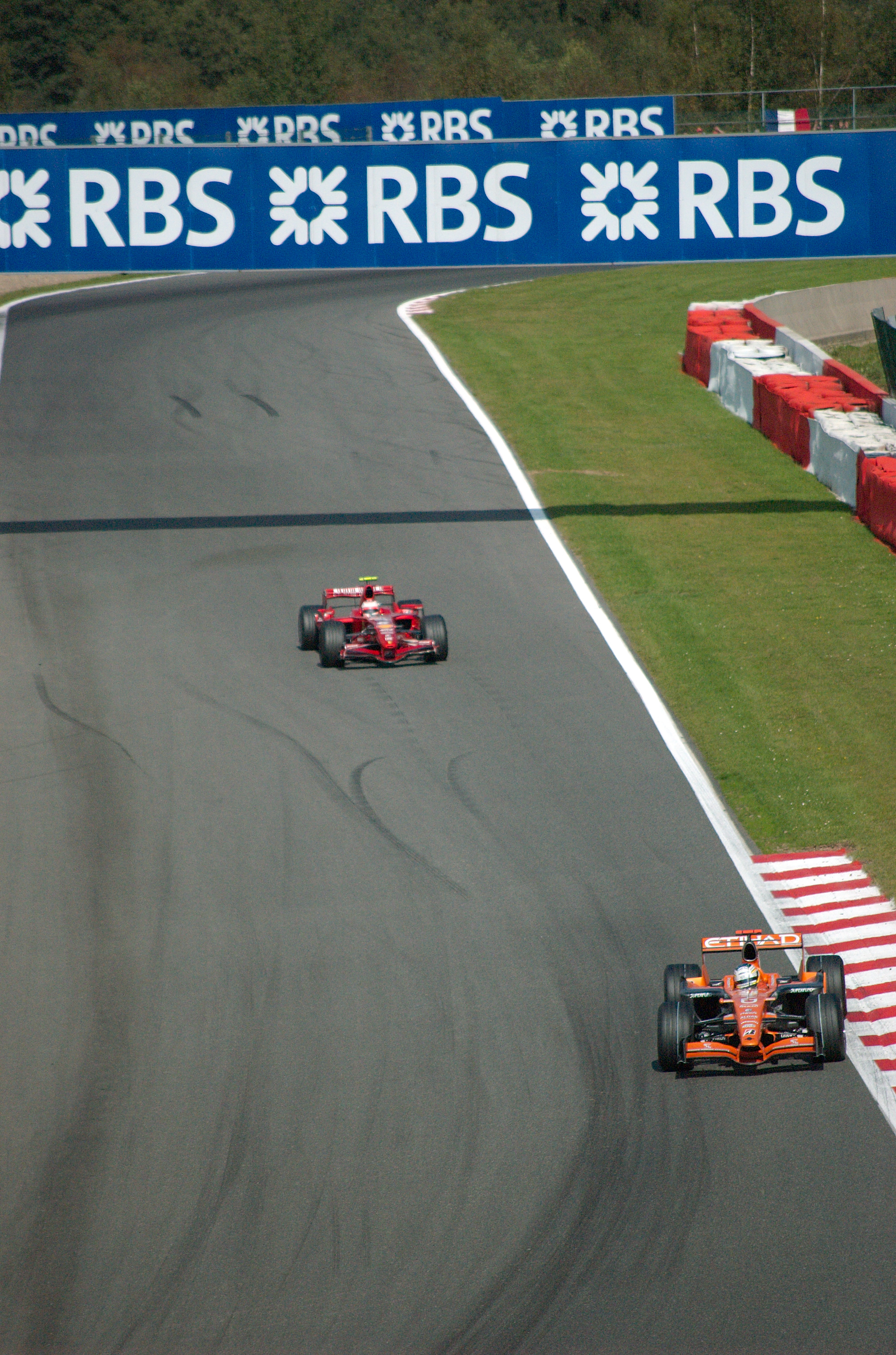
Spyker et Ferrari sur le circuit de Spa

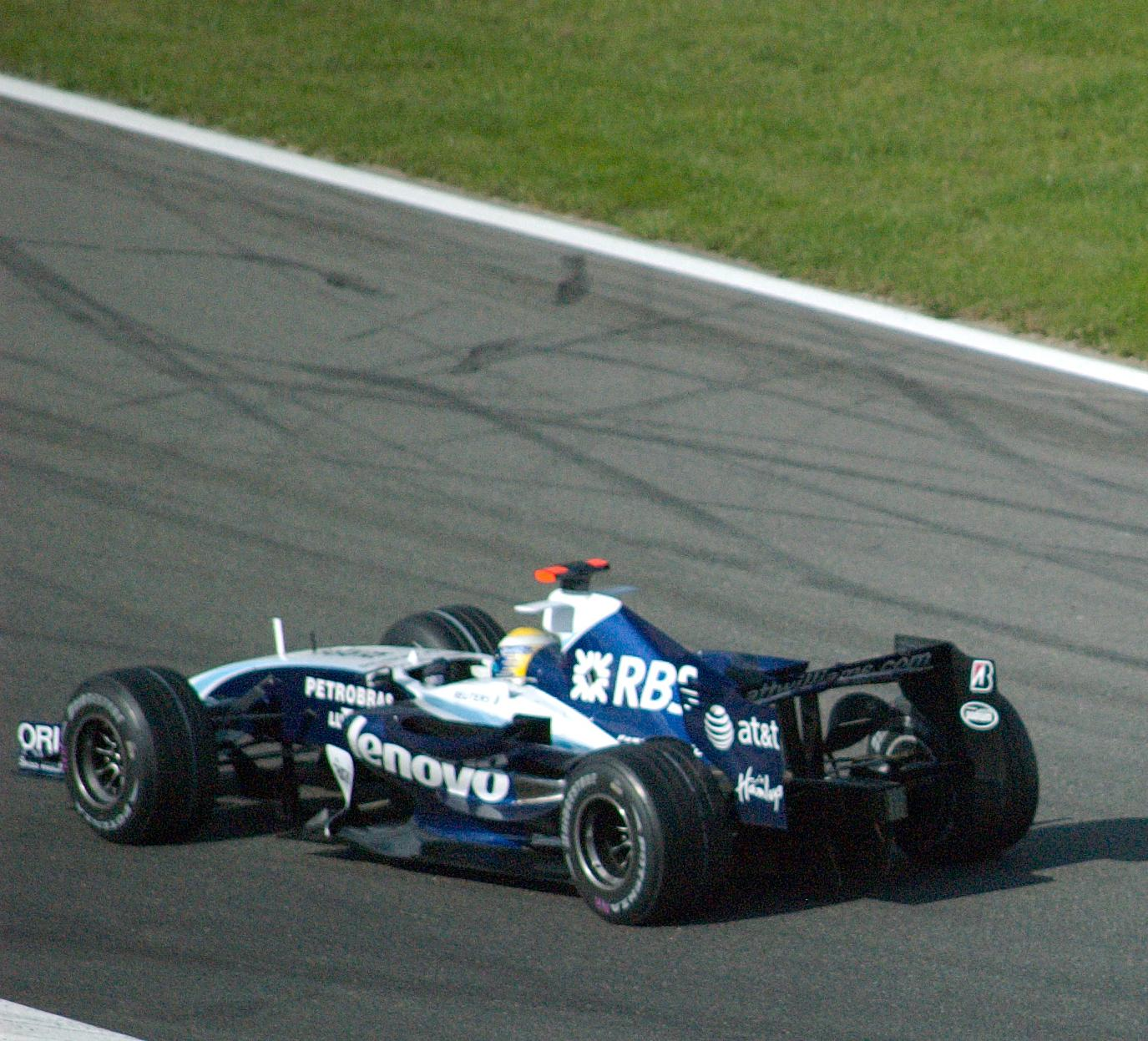
Nico Rosberg sur le circuit de Spa

- Robert Kubica, qui a réalisé le 5e temps de la séance qualificative, est pénalisé de 10 places sur la grille de départ pour avoir changé de moteur à l'issue de la séance d'essais libres du samedi matin. Il doit s'élancer en 15e position sur la grille.
- Giancarlo Fisichella, qui a réalisé le 11e temps de la séance qualificative, est rétrogradé en 22e et dernière place sur la grille de départ pour avoir changé de moteur à l'issue de la séance de qualification.
- À la suite du déclassement de Fisichella, Robert Kubica s'élancera de la 14e place sur la grille de départ.

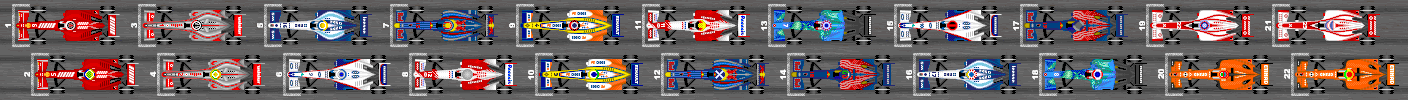
La grille de départ du Grand Prix

## Course

### Déroulement de l'épreuve
L'édition 2007 procure rapidement son lot d'émotion lorsque Alonso tasse son coéquipier Hamilton à l'entrée du raidillon de L'Eau Rouge, l'obligeant à aller mordre l'échappatoire pour garder le contrôle de sa monoplace.
La lutte entre les deux rivaux McLaren est pourtant éclipsée par les pilotes Ferrari. Kimi Räikkönen, qui restait sur deux victoires en Belgique (éditions 2004 et 2005), décroche une nouvelle victoire devant son coéquipier Felipe Massa et le double champion du monde en titre. Hamilton se classe quatrième devant le "meilleur des autres" Nick Heidfeld sur BMW Sauber. Rosberg, Webber et Kovalainen complètent le top 8.
Räikkönen se relance dans la course au titre avec désormais 11 et 13 points de retard respectivement sur Alonso et Hamilton. En ramenant 18 points de l'épreuve belge, les pilotes Ferrari offrent à leur écurie son 15e titre de champion du monde des constructeurs.

### Classement de la course
| Pos. | no | Pilote               | Écurie             | Tours | Temps/Abandon                      | Grille | Points |
| ---- | -- | -------------------- | ------------------ | ----- | ---------------------------------- | ------ | ------ |
| 1    | 6  | Kimi Räikkönen       | Ferrari            | 44    | 1 h 20 min 39 s 066 (229,266 km/h) | 1      | 10     |
| 2    | 5  | Felipe Massa         | Ferrari            | 44    | + 4 s 695                          | 2      | 8      |
| 3    | 1  | Fernando Alonso      | McLaren-Mercedes   | 44    | + 14 s 343                         | 3      | 6      |
| 4    | 2  | Lewis Hamilton       | McLaren-Mercedes   | 44    | + 23 s 615                         | 4      | 5      |
| 5    | 9  | Nick Heidfeld        | BMW Sauber         | 44    | + 51 s 879                         | 6      | 4      |
| 6    | 16 | Nico Rosberg         | Williams-Toyota    | 44    | + 1 min 16 s 876                   | 5      | 3      |
| 7    | 15 | Mark Webber          | Red Bull-Renault   | 44    | + 1 min 20 s 639                   | 7      | 2      |
| 8    | 4  | Heikki Kovalainen    | Renault            | 44    | + 1 min 25 s 106                   | 9      | 1      |
| 9    | 10 | Robert Kubica        | BMW Sauber         | 44    | + 1 min 25 s 661                   | 14     |        |
| 10   | 11 | Ralf Schumacher      | Toyota             | 44    | + 1 min 28 s 574                   | 10     |        |
| 11   | 12 | Jarno Trulli         | Toyota             | 44    | + 1 min 43 s 653                   | 8      |        |
| 12   | 18 | Vitantonio Liuzzi    | Toro Rosso-Ferrari | 43    | + 1 tour                           | 13     |        |
| 13   | 8  | Rubens Barrichello   | Honda              | 43    | + 1 tour                           | 17     |        |
| 14   | 20 | Adrian Sutil         | Spyker-Ferrari     | 43    | + 1 tour                           | 19     |        |
| 15   | 22 | Takuma Satō          | Super Aguri-Honda  | 43    | + 1 tour                           | 18     |        |
| 16   | 23 | Anthony Davidson     | Super Aguri-Honda  | 43    | + 1 tour                           | 20 *   |        |
| 17   | 21 | Sakon Yamamoto       | Spyker-Ferrari     | 43    | + 1 tour                           | 21     |        |
| Abd. | 7  | Jenson Button        | Honda              | 36    | Hydraulique                        | 12     |        |
| Abd. | 17 | Alexander Wurz       | Williams-Toyota    | 34    | Pression d'essence                 | 15     |        |
| Abd. | 14 | David Coulthard      | Red Bull-Renault   | 29    | Hydraulique                        | 11     |        |
| Abd. | 19 | Sebastian Vettel     | Toro Rosso-Ferrari | 8     | Direction                          | 16     |        |
| Abd. | 3  | Giancarlo Fisichella | Renault            | 1     | Freins                             | 22 *   |        |

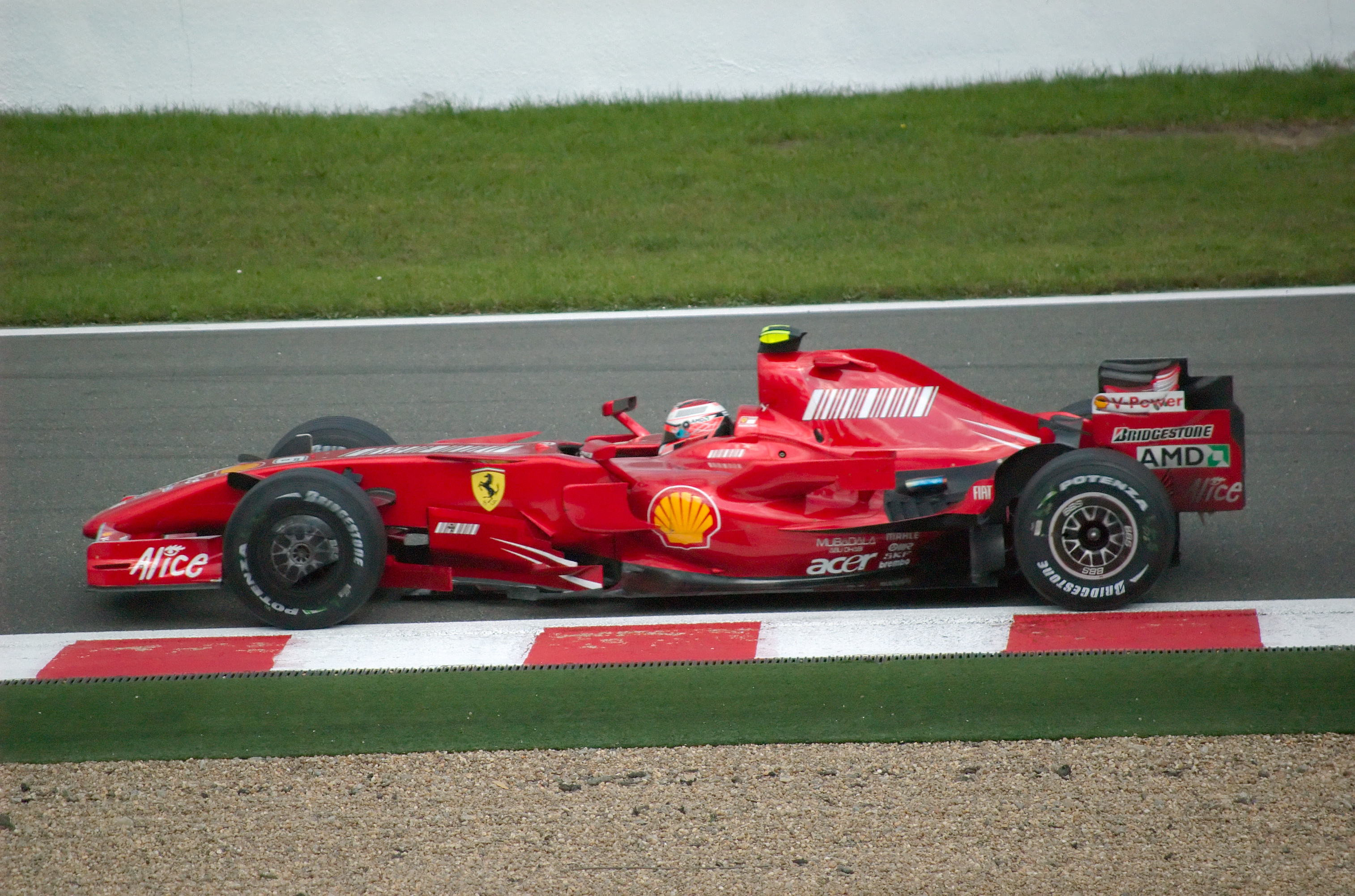
Räikkönen, vainqueur à Spa en 2007

- Giancarlo Fisichella et Anthony Davidson s'élancent depuis la voie des stands.

### Pole position et record du tour
- Pole position :  Kimi Räikkönen (Ferrari) en 1 min 45 s 994 (vitesse moyenne : 237,885 km/h). Le meilleur temps des qualifications a été établi par Räikkönen lors de la Q2 en 1 min 45 s 070[6].
- Meilleur tour en course :  Felipe Massa (Ferrari) en 1 min 48 s 036 au 34e tour (vitesse moyenne : 233,389 km/h)[7].

### Tours en tête
- Kimi Räikkönen (Ferrari) : 42 tours (1-15 / 17-31 / 33-44). ;
- Felipe Massa (Ferrari) : 2 tours (16 / 32)[8].

## Classements généraux à l'issue de la course
| Pos. | Pilote               | Écurie            | Points |
| ---- | -------------------- | ----------------- | ------ |
| 1    | Lewis Hamilton       | McLaren-Mercedes  | 97     |
| 2    | Fernando Alonso      | McLaren-Mercedes  | 95     |
| 3    | Kimi Räikkönen       | Ferrari           | 84     |
| 4    | Felipe Massa         | Ferrari           | 77     |
| 5    | Nick Heidfeld        | BMW Sauber        | 56     |
| 6    | Robert Kubica        | BMW Sauber        | 33     |
| 7    | Heikki Kovalainen    | Renault           | 22     |
| 8    | Giancarlo Fisichella | Renault           | 17     |
| 9    | Nico Rosberg         | Williams-Toyota   | 15     |
| 10   | Alexander Wurz       | Williams-Toyota   | 13     |
| 11   | Mark Webber          | Red Bull-Renault  | 10     |
| 12   | David Coulthard      | Red Bull-Renault  | 8      |
| 13   | Jarno Trulli         | Toyota            | 7      |
| 14   | Ralf Schumacher      | Toyota            | 5      |
| 15   | Takuma Satō          | Super Aguri-Honda | 4      |
| 16   | Jenson Button        | Honda             | 2      |
| 17   | Sebastian Vettel     | BMW Sauber        | 1      |

| Pos. | Écurie            | Points |
| ---- | ----------------- | ------ |
| 1    | Ferrari           | 161    |
| 2    | BMW Sauber        | 90     |
| 3    | Renault           | 39     |
| 4    | Williams-Toyota   | 28     |
| 5    | Red Bull-Renault  | 18     |
| 6    | Toyota            | 12     |
| 7    | Super Aguri-Honda | 4      |
| 8    | Honda             | 2      |

Le 13 septembre 2007, dans le cadre de l'affaire d'espionnage, le Conseil Mondial de la FIA a privé McLaren de tous ses points acquis depuis le début de la saison.

## Statistiques
Le Grand Prix de Belgique 2007 représente :
- le 14e pole position de sa carrière pour Kimi Räikkönen[10] ;
- la 13e victoire pour Kimi Räikkönen[11] ;
- le 75e doublé pour Ferrari[12] ;
- la 199e victoire pour Ferrari en tant que constructeur[13] ;
- la 199e victoire pour Ferrari en tant que motoriste[14] ;
- le 15e titre de Champion du monde des Constructeurs pour Ferrari[14].

Au cours de ce Grand Prix :
- En menant à deux reprises le Grand Prix pendant 2 tours, Felipe Massa passe la barre des 2 000 km en tête d'une course de Formule 1 (2 003 km).
- Fernando Alonso demeure le seul pilote à avoir inscrit des points lors de chacune des épreuves.